# The Drop (single)
The Drop is een nummer van de de Belgische dj Dimitri Vegas en de Franse dj David Guetta uit 2022, in samenwerking met de Amerikaanse zangeres Nicole Scherzinger en de Britse dj Azteck.
"The Drop" kende enkel in Nederland bescheiden succes. Het nummer werd uitgeroepen tot Dancesmash op Radio 538 en bereikte de 33e positie in de Nederlandse Top 40. Hiermee was het de eerste keer dat Dimitri Vegas zonder Like Mike een hit wist te scoren.

## Tracklijst
Muziekdownload
1. "The Drop" - 2:01